# Péreli Zsuzsa
Péreli Zsuzsa (Budapest, 1947. július 8. –) a Nemzet Művésze címmel kitüntetett, Kossuth- és Munkácsy Mihály-díjas magyar képzőművész, kárpitművész, érdemes és kiváló művész. Férje Tolcsvay László, Kossuth-díjas zeneszerző.

## Élete
Nagyapja Pérely Imre (1898–1944) festőművész, grafikus, édesanyja Péreli Gabriella (1924–1994) író, újságíró, fotómodell. Tizennégy éves korától művészeti szabadiskolákban tanult rajzolni (a Dési Huber Körben, valamint a Postás Művelődési Központban, ahol mestere Zilahy György festőművész volt). 1964-ben keramikus szakvizsgát tett.
A hatvanas években rendszeresen járt a tokaji művésztelepre, olajképeket, pasztelleket és grafikákat készített. Minden alkalmat megragadott, hogy festhessen. 1964–1969 között restaurátorként dolgozott a Budapesti Történeti Múzeumban. 1968-ban megismerkedett Tarján Hédi kárpitművésszel, aki megtanította szőni, előkészítve a főiskolára. Pérelit magával ragadta a technika és ezután képei már szövőszéken születtek. 1969–1974 között végezte művészeti tanulmányait az Iparművészeti Főiskolán.
1974 óta saját műtermében (otthonában) dolgozik, minden művét maga szövi. A falikárpitokon kívül, grafikákat, akvarelleket, kollázsokat, és papírmunkákat is alkot. 1977 óta kiállító művész.
1993–ban a Széchenyi Irodalmi és Művészeti Akadémia levelező tagjává, 1998-ban pedig rendes tagjává választotta.

## Művészete
Pérelit a különböző forrásokban többféleképpen határozzák meg: kárpitművész, textilművész, gobelinművész; ő maga leginkább a kárpitművész kifejezést használja. Frank János neves művészettörténész a „gobelin szinonimájának” nevezte. Nemzetközi elismertségét jelzi, hogy 2001-ben - a külföldi művészek közül elsőként - önálló tárlatot rendeztek alkotásaiból a gobelin hazájában, a franciaországi Aubussonban is.

„Újító, kísérletező törekvései mellett etikai szempontból is fontos számára a kárpitszövés hagyományainak megőrzése. Ferenczy Noémi szellemiségét követve minden munkáját maga szövi. Érzékenyen reagál a jelen problémáira, de már korai alkotói korszakától kezdve különös empátiával érezte át egy hajdanvolt aranykor emlékeit, a múlthoz kötődő városi, illetve népi kultúra tárgyi világán keresztül az egyszerű emberek sorsát.”

## Magánélete
Férje Tolcsvay László zeneszerző.

## Kiállításai

### Egyéni kiállítások
- 1977 Fészek Klub, Budapest
- 1978 István Király Múzeum, Székesfehérvár
- 1979 Művelődési Központ, Debrecen
- 1981 Vigadó Galéria
- 1982 Zwinger (Öregtorony), Kőszeg
- 1982 Művelődési Központ, Balassagyarmat
- 1983 Tamási Galéria, Tamási
- 1985 Kék kápolna, Balatonboglár
- 1987 Műcsarnok , Budapest
- 1988: Művelődési Központ, Szentes
- 1988: Városi Galéria, Pápa
- 1990 Szentendrei Képtár
- 1990 Művelődési Központ, Baja
- 1991 Katolikus Akadémia, Hamburg ; Magyar Kultúra Háza, Berlin ; Dóm, altemplom, Szeged; Kastélygaléria, Szirák
- 1992 Dorottya Galéria, Budapest; Lloyd Palota, Győr
- 1994 Budapesti Történeti Múzeum (akadémiai székfoglaló kiállítás); József Attila Művelődési Központ, Baja; Kultur- und Informationszentrum, Stuttgart; Magyar Köztársaság Nagykövetsége, Bonn; Művelődési Központ, Ózd
- 1995 Csók István Képtár, Székesfehérvár
- 1996 Kisgaléria, Pécs; Vaszary Képtár, Kaposvár; Ipszilon Galéria, Szentendre; Vincze Papírmerítő Műhely, Szentendre; Városi Könyvtár Galériája, Szigetszentmiklós
- 1997 Ernst Múzeum , Budapest ; Művelődési Központ, Baja; Tamási Galéria, Tamási; Wosinsky Mór Megyei Múzeum, Szekszárd
- 1999 Szög-Art Galéria, Szeged; Művelődési Központ, Ráckeve; Zichy-palota, Győr; Nagy István Képtár, Baja; Szent Mihály Kápolna, Budapest
- 2000 Városi Művészeti Múzeum, Győr
- 2001 Festőterem, Sopron; Musée départemental de la tapisserie d'Aubusson, Aubusson (Franciaország)
- 2002 Nemzeti Múzeum, Kassa; Villa Flora, Ótátrafüred; Szlovák Nemzeti Múzeum, Pozsony; Bencés Galéria, Tihany; Magyar Intézet, Párizs; Munkácsy Mihály Múzeum, Békéscsaba; Magyar Intézet, Berlin
- 2003 Erdész Galéria, Szentendre; Bozsó Gyűjtemény, Kecskemét; Galeria Elektor, Mazowieckie Centrum Kultury i Sztuki, Varsó; Csornai Múzeum
- 2004 KogArt Ház, Budapest; Római Magyar Akadémia, Róma
- 2005 Helsinki Magyar Kulturális és Tudományos Központ; Kuopio, Finnország; IIsalmi, Finnország
- 2006 Parnu Városi Galéria, Észtország; Haapsalu, Észtország; Városi Múzeum, Fonyód; Somogyi József Galéria, Pápa; Gaál Imre Galéria, Budapest; Nagytétényi Kastélymúzeum, Budapest
- 2007 Turinform Galéria, Tokaj
- 2008 Iparművészeti Múzeum, Budapest
- 2010 Magtár Galéria, Szentendrei Szabadtéri Néprajzi Múzeum
- 2011-től Pálos Karmelita Kolostor, Sopronbánfalva
- 2011–12 Városi Művészeti Múzeum Győr
- 2012 Magyar Köztársaság Nagykövetsége, Berlin; Zsinagóga, Zalaegerszeg; Városi Múzeum, Fonyód
- 2013 Képtár, Szombathely
- 2014 Kogart Tihany
- 2015 Városi Galéria, Pécs
- 2017 Tornyai János Múzeum, Hódmezővásárhely
- 2017–18 Ferenczy Múzeum, Szentendre
- 2018–19 KogArt Ház, Budapest
- 2019 Macao Contemprorary Art Museum, Kína

### Csoportos kiállításai
- 1976: Kortárs magyar textilművészet, Gallery Vigo-Sternberg, London, Grassi Múzeum, Lipcse; Textilgrafika, Magyar Nemzeti Galéria, Budapest
- 1977: Nosztalgia, Galerie Sin Paora, Párizs; Kortárs magyar textilművészet, Amos Anderson Múzeum, Helsinki
- 1979: Textilművészet Magyarországon, Cortland Egyetem, New York; Manuál csoport, Műcsarnok, Budapest
- 1980: VI. Fal- és Tértextil Biennále, Savaria Múzeum, Szombathely
- 1981: Mai magyar textilművészet, Voorburg; Collegium Hungaricum, Bécs
- 1983: Modern magyar textilművészet Franciaországban, Musée d’Art Moderne, Le Havre; Escape Pierre Cardin, Párizs; École Nationale d’Art Décoratif d’Aubusson; Galerie de la Tapisserie, Beauvais
- 1985: Magyar gobelin, Műcsarnok, Budapest
- 1993: Magyar gobelinek, Metropolitan Art States, Tokió; Kulturális Központ, Tournai
- 1994: Kortárs magyar gobelin, CIDEM, Barcelona; Ipszilon Galéria, Kongresszusi Központ, Budapest; Art de Magyar, Art Glass Centre, Utrecht
- 1996: Szövött Himnuszok, Sándor-palota (Budapest)
- 1998: Nemzetközi Falikárpit Triennále, Központi Textilmúzeum, Lódz
- 1999: Musée Départemental de la Tapisserie, Aubusson
- 2000: Montmartre en Europe, Párizs
- 2001: Ferenczy Noémi és követői, MűvészetMalom, Szentendre
- 2003: Kötődések, Skanzen Galéria, Szentendre
- 2004: Gondolat – vonal – rajz, Pécsi Kisgaléria
- 2005: Gyűjtők és kincsek, Iparművészeti Múzeum
- 2006: 2. Textilművészeti Triennálé, Szombathely; Hommage à Bartók, Párizsi Magyar Intézet
- 2007: Manual, Ráday Galéria, Budapest
- 2008 Szívügyek, MűvészetMalom, Szentendre; Mesterművek, Kogart Galéria, Budapest, Veszprém[4]
- 2010 Tavaszi tárlat, Pesterzsébeti Múzeum, Budapest
- 2010-2011 Spiritualitás a 20. századi magyar művészetben, Pálos Karmelita Kolostor, Sopronbánfalava
- 2011 Kovács Gábor Gyűjtemény, Városi Művészeti Múzeum. Győr
- 2017 Szőnyegmúzeum, Baku, Azerbajdzsán
- 2018 Történetek a magyar művészet mestereitől, Asztana, Kazahsztán

## Főbb művei
- Amnézia (1980)
- 1989. Karácsony (1989-90)[5]
- Visszajöttek a zenészek (1982)[6]
- Himnusz (1996)[6]
- Szegény angyal (1997)
- Aequilibrium (2000)[7]

## Díjai
- 6. Fal- és Tértextil Biennálé, fődíj (1980)
- Munkácsy Mihály-díj (1981)
- Nívódíj (1989)
- 11. Fal- és Tértextil Biennálé, különdíj (1991)
- Környezetvédelmi-díj (1993)
- Magyar Művészetért díj (1999)
- Érdemes művész (2002)
- Prima díj (2006)
- Kölcsey-emlékplakett (2006)
- Kiváló művész (2008)
- Magyar Örökség díj (2017)
- Kossuth-díj (2018)
- A Nemzet Művésze (2020)